# Javier Senosiain
Javier Senosiain (Città del Messico, 5 maggio 1948) è un architetto messicano.

## Biografia

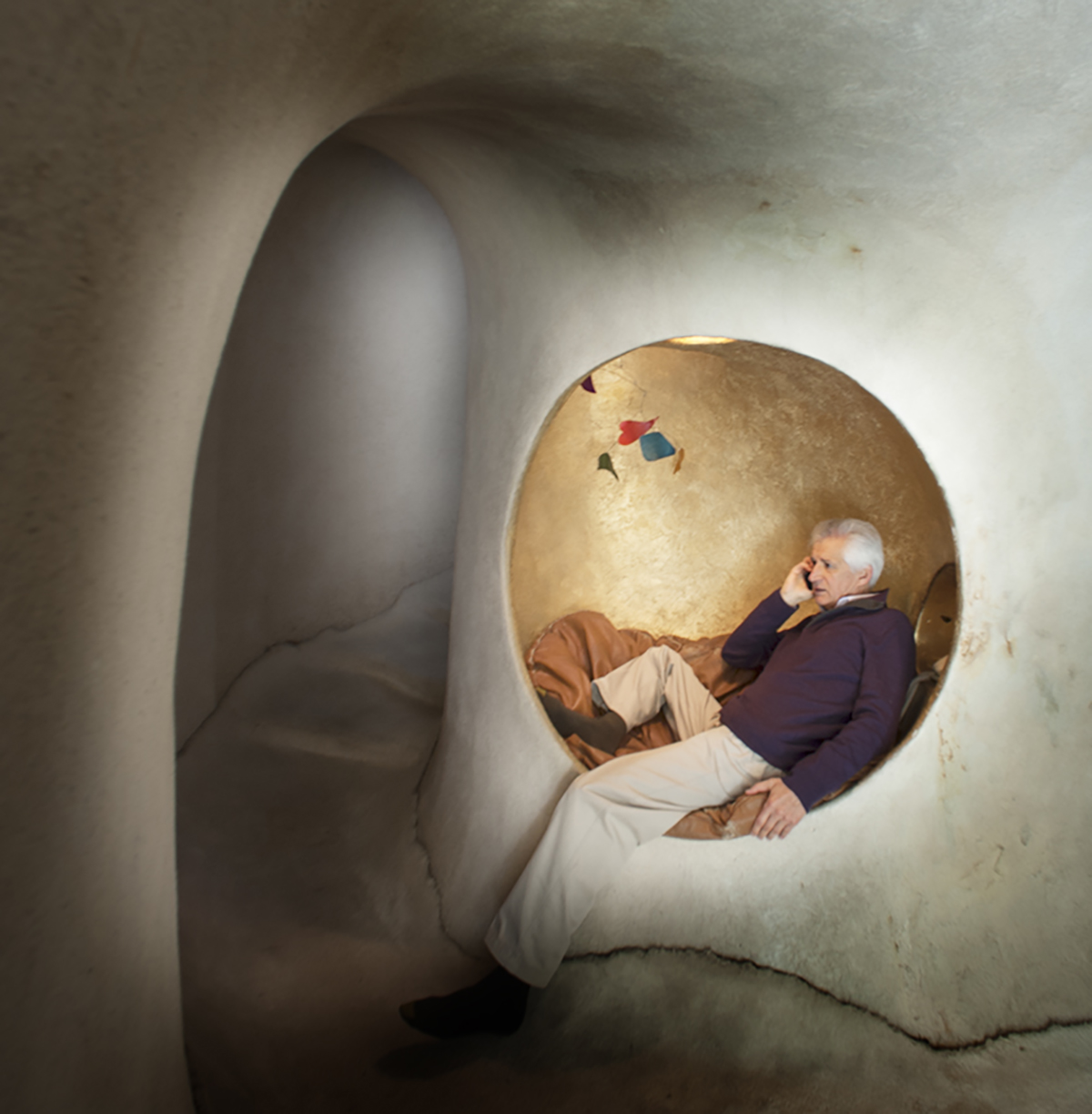
Javier Senosian

Javier Senosiain è un noto per essere uno dei primi architetti a progettare architettura organica in Messico. Si è laureato presso l'Università Nazionale Autonoma del Messico (UNAM) ed è attualmente professore di architettura all'università. Durante la sua carriera ha lavorato con diversi settori dell'architettura, ma si è specializzato in architettura organica. È il fondatore dello studio di architettura organica a Città del Messico, ed è stato responsabile della progettazione di uffici, case e fabbriche.
Il lavoro di Senosiain è caratterizzato da un riavvicinamento con la natura, strutture curve e, soprattutto, un lavoro più rispettoso dell'ambiente.
Un esempio della sua architettura è noto come Nido di Quetzalcoatl, situato a Naucalpan, terminato nel 2007. Si tratta di un progetto di costruzione di dieci case. Questo progetto aveva lo scopo di costruire condomini in una topografia molto accidentata.
Sempre a Naucalpan ha realizzato la Nautilus house.

## Opere
- Casa Orgánica (Naucalpan, 1984)

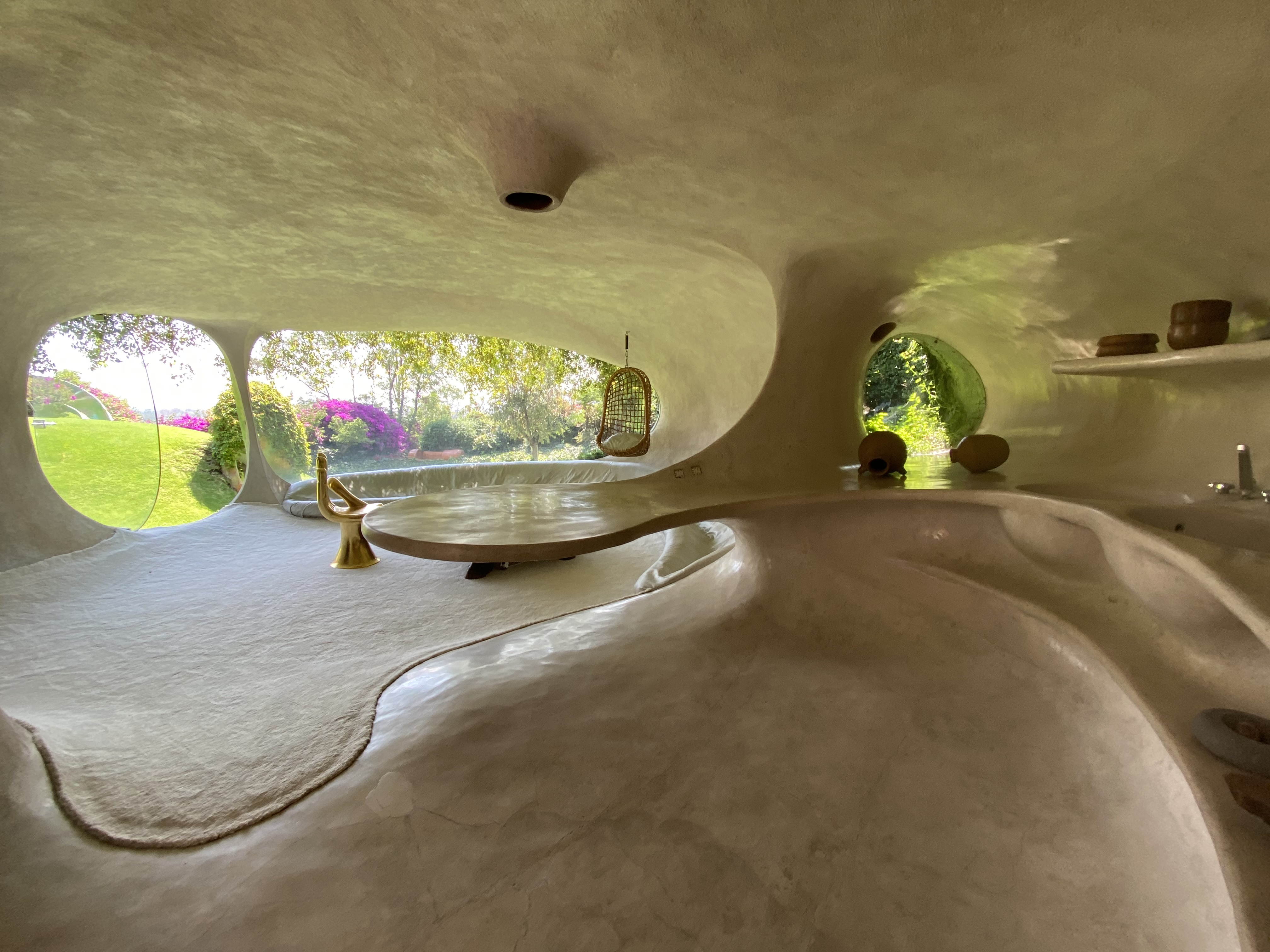
Casa-organica Naucalpan, sempre in Messico

- La serpiente (Città del Messico 1986)[5]
- Ciudad Verde (progetto, 1985-2014)[6]
- El Cacahuate (Messico,1990)
- El Tiburón (Messico, 1990)[7]

- Ballena Mexicana (Messico, 1992)
- Casa Flor (Naucalpan, Messico,1994)
- Conjunto Satélite (Naucalpan, Edo. Messico, 1995)
- El Kiss (Naucalpan, Edo. Messico, 1999)
- Sarape y Sombrero (Guanajuato, Messico 1994): Tomba di José Alfredo Jiménez.
- Nautilus (Naucalpan, Messico, 2007)
- Conjunto “Nido de Quetzalcóatl” (Naucalpan, Messico, 2007)
- El paraguas (Celaya, Guanajuato, 2008)
- El Hongo (Acapulco, 2010)
- NAJWA (Jordania, 2010): “Resort Wadi Rum” Wadi Rum, Jordania (progetto)
- Auroville (Mac Masters Beach, Australia 2010)
- La Casa del Árbol (Celaya, Guanajuato, 2013)
- Casa Amiba (Itú, Sao Paulo, 2013)
- Villa de los Cisnes (Placencia, Belice, 2014)
- Casa de las Piedras (Brisbone, Australia,2014) (progetto)
- Casa entre Árboles (Santa Fe, CDMX, Messico, 2014)

## Pubblicazioni
- BioArquitectura, En busca de un Espacio, México, Editorial Noriega.

- Arquitectura Orgánica de Senosiain, AM Editores.

- Arquitectura Orgánica, Editorial Arquine, 2017

- Memorias de la Exposición en el Museo Nacional de Arquitectura  Arquitectura Orgánica. Editorial AM Editores, 2017

- Arquitectura de raíces, naturaleza e identidad UNAM, Facultad de Arquitectura, 2020.